# Anobothrus laubieri
Anobothrus laubieri är en ringmaskart som först beskrevs av Desbruyères 1978.  Anobothrus laubieri ingår i släktet Anobothrus och familjen Ampharetidae. Inga underarter finns listade i Catalogue of Life.